# هیسپانو سویزا اچ۶

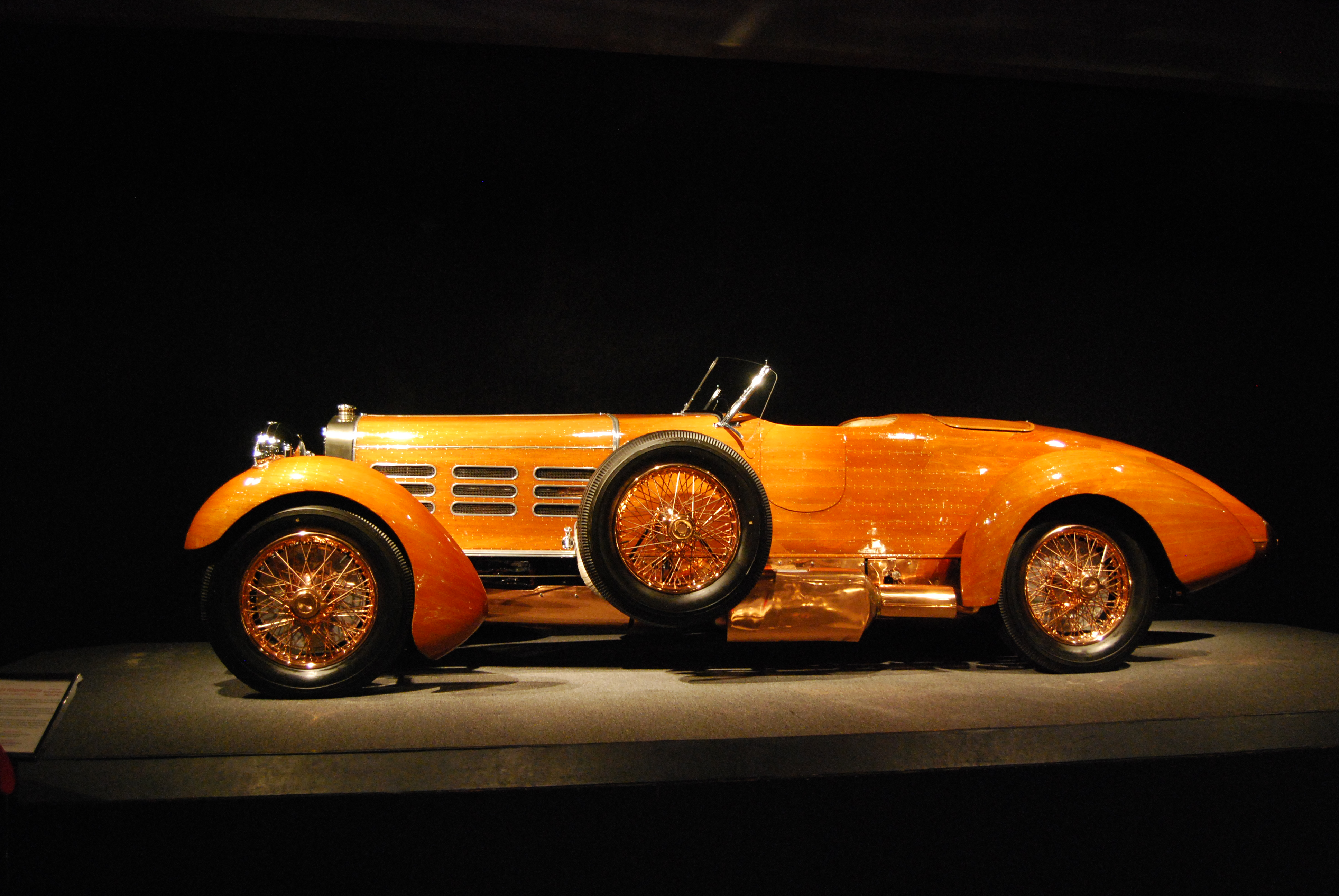
هیسپانو سویزا اچ ۶ سی مدل ۱۹۲۴ تارگا فلورا بادپا آندره دوبونت

هیسپانو سویزا اچ۶ (Hispano-Suiza H6) خودرویی بسیار لوکس است که بین سال‌های ۱۹۱۹ تا ۱۹۳۳ تولید شده‌است.
این مدل توسط مارک بریکجت سویسی مهندس صنایع هوایی، طراحی شده است.
این خودرو در کلاس خودرو لوکس قرار گرفته و طراحی آن خودروهای موتور جلو-محور عقب بوده است. سیستم جعبه‌دندهٔ آن ۳ دنده به صورت دستی است.
جالب است بدانید که هیسپانو به معنای اسپانیا و سویزا به معنای سویس است.